# Lijst van voetbalinterlands Kroatië - Slowakije
Deze lijst van voetbalinterlands is een overzicht van alle officiële voetbalwedstrijden tussen de nationale teams van Kroatië en Slowakije. De landen speelden tot op heden zeventien keer tegen elkaar. De eerste ontmoeting, een vriendschappelijke wedstrijd, werd gespeeld in Bratislava op 7 september 1941. Het laatste duel, een kwalificatiewedstrijd voor het Wereldkampioenschap voetbal 2022, vond plaats op 11 oktober 2021 in Osijek.

## Wedstrijden
| №  | Plaats     | Datum             | Competitie           | Wedstrijd           | Uitslag |
| -- | ---------- | ----------------- | -------------------- | ------------------- | ------- |
| 1  | Bratislava | 7 september 1941  | Vriendschappelijk    | Slowakije – Kroatië | 1 – 1   |
| 2  | Zagreb     | 28 september 1941 | Vriendschappelijk    | Kroatië – Slowakije | 5 – 2   |
| 3  | Bratislava | 7 juni 1942       | Vriendschappelijk    | Slowakije – Kroatië | 1 – 2   |
| 4  | Zagreb     | 6 september 1942  | Vriendschappelijk    | Kroatië – Slowakije | 6 – 1   |
| 5  | Zagreb     | 10 april 1943     | Vriendschappelijk    | Kroatië – Slowakije | 1 – 0   |
| 6  | Bratislava | 7 juni 1943       | Vriendschappelijk    | Slowakije – Kroatië | 1 – 3   |
| 7  | Zagreb     | 9 april 1944      | Vriendschappelijk    | Kroatië – Slowakije | 7 – 3   |
| 8  | Bratislava | 20 april 1994     | Vriendschappelijk    | Slowakije – Kroatië | 4 – 1   |
| 9  | Pula       | 29 mei 1998       | Vriendschappelijk    | Kroatië – Slowakije | 1 – 2   |
| 10 | Bratislava | 16 augustus 2000  | Vriendschappelijk    | Slowakije – Kroatië | 1 – 1   |
| 11 | Rijeka     | 29 mei 2004       | Vriendschappelijk    | Kroatië – Slowakije | 1 – 0   |
| 12 | Rijeka     | 16 oktober 2007   | Vriendschappelijk    | Kroatië – Slowakije | 3 – 0   |
| 13 | Bratislava | 11 augustus 2010  | Vriendschappelijk    | Slowakije – Kroatië | 1 – 1   |
| 14 | Trnava     | 6 september 2019  | EK 2020 kwalificatie | Slowakije − Kroatië | 0 − 4   |
| 15 | Rijeka     | 16 november 2019  | EK 2020 kwalificatie | Kroatië − Slowakije | 3 − 1   |
| 16 | Bratislava | 4 september 2021  | WK 2022 kwalificatie | Slowakije − Kroatië | 0 − 1   |
| 17 | Osijek     | 11 oktober 2021   | WK 2022 kwalificatie | Kroatië − Slowakije | 2 − 2   |

## Samenvatting
| Competitie        | Totaal gespeeld | Winst Kroatië | Gelijk | Winst Slowakije | Doelsaldo Kroatië – Slowakije |
| ----------------- | --------------- | ------------- | ------ | --------------- | ----------------------------- |
| WK-kwalificatie   | 2               | 1             | 1      | 0               | 3 − 2                         |
| EK-kwalificatie   | 2               | 2             | 0      | 0               | 7 − 1                         |
| Vriendschappelijk | 13              | 8             | 3      | 2               | 33 − 17                       |
| Totaal            | 17              | 11            | 4      | 2               | 43 − 20                       |

## Details

### Eerste ontmoeting
| Vriendschappelijk (Bratislava, Slowakije, 7 september 1941): |       |                 |
| Slowakije                                                    | 1 – 1 | Kroatië         |
| František Vysocký 89'                                        | goals | 82' Slavko Beda |

### Tweede ontmoeting
| Vriendschappelijk (Zagreb, Kroatië, 28 september 1941):                                   |       |                                        |
| Kroatië                                                                                   | 5 – 2 | Slowakije                              |
| Slavko Pavletić 5' Franjo Wölfl 28' Slavko Pavletić 34' Branko Pleše 46' Franjo Wölfl 55' | goals | 66' Július Bešina 87' František Bolček |

### Derde ontmoeting
| Vriendschappelijk (Bratislava, Slowakije, 7 juni 1942): |       |                                                  |
| Slowakije                                               | 1 – 2 | Kroatië                                          |
| Štefan Fabián 8'                                        | goals | 7' Zvonimir Cimermančić 30' Zvonimir Cimermančić |

### Vierde ontmoeting
| Vriendschappelijk (Zagreb, Kroatië, 6 september 1942):                                                               |       |                    |
| Kroatië | 6 – 1 | Slowakije          |
| Franjo Wölfl 32' August Lešnik 65' August Lešnik 76' Milan Antolković 83' Zvonimir Cimermančić 88' August Lešnik 90' | goals | 81' Ján Podhradský |

### Vijfde ontmoeting
| Vriendschappelijk (Zagreb, Kroatië, 10 april 1943): |       |           |
| Kroatië                                             | 1 – 0 | Slowakije |
| Milan Antolković 65'                                | goals |           |

### Zesde ontmoeting
| Vriendschappelijk (Bratislava, Slowakije, 7 juni 1943): |       |                                                         |
| Slowakije                                               | 1 – 3 | Kroatië                                                 |
| Miroslav Danko 35'                                      | goals | 2' Mirko Kokotović 82' Franjo Wölfl 86' Mirko Kokotović |

### Zevende ontmoeting
| Vriendschappelijk (Zagreb, Kroatië, 9 april 1944):                                                                               |       |                                                  |
| Kroatië | 7 – 3 | Slowakije                                        |
| Franjo Wölfl 8' Franjo Wölfl 19' Anton Lokošek 27' Zvonimir Cimermančić 31' August Lešnik 37' August Lešnik 70' Franjo Wölfl 76' | goals | 25' Ján Arpáš 47' (pen.) Ján Arpáš 88' Ján Arpáš |

### Achtste ontmoeting
| Vriendschappelijk (Bratislava, Slowakije, 20 april 1994): |       |                   |
| Slowakije | 4 – 1 | Kroatië           |
| Peter Dubovský 24' (pen.) Peter Dubovský 61' (pen.) Vladimír Kinder 68' Ľubomír Moravčík 83' | goals | 68' Joško Popović |
| - Debuut van Pavol Gostič (Slovan Bratislava) en Štefan Rusnák (Slavia Praag) voor Slowakije. - Debuut van Samir Toplak, Miljenko Mumlek (NK Varteks), Joško Popović, Darko Vukić (NK Zagreb), Milan Rapaić, Ardian Kozniku (Hajduk Split), Elvis Brajković (HNK Rijeka), Mirko Pavličević (FC Aarau) en Zvonimir Soldo (NK Inker Zaprešić) voor Kroatië. |       |                   |

### Negende ontmoeting
| Vriendschappelijk (Pula, Kroatië, 29 mei 1998):          |       |                                    |
| Kroatië                                                  | 1 – 2 | Slowakije                          |
| Goran Vlaović 43'                                        | goals | 4' Tibor Jančula 58' Jozef Majoroš |
| - Debuut van Vladimir Vasilj en Ante Šerić voor Kroatië. |       |                                    |

### Tiende ontmoeting
| Vriendschappelijk (Bratislava, Slowakije, 16 augustus 2000):                                                                         |       |                   |
| Slowakije | 1 – 1 | Kroatië           |
| Szilárd Németh 28' | goals | 23' Boško Balaban |
| - Debuut van Pavol Sedlák, Ľubomír Meszároš en Peter Babnič voor Slowakije. - Debuut van Ivan Bošnjak en Boško Balaban voor Kroatië. |       |                   |

### Elfde ontmoeting
| Vriendschappelijk (Rijeka, Kroatië, 29 mei 2004): |       |           |
| Kroatië                                           | 1 – 0 | Slowakije |
| Ivica Olić 29'                                    | goals |           |

### Twaalfde ontmoeting
| Vriendschappelijk (Rijeka, Kroatië, 16 oktober 2007): |       |           |
| Kroatië | 3 – 0 | Slowakije |
| Ivica Olić 45' Ognjen Vukojević 48' Ivica Olić 69' | goals |           |
| - Debuut van Dino Drpić (Dinamo Zagreb) en Ognjen Vukojević (Dinamo Zagreb) voor Kroatië. - Debuut van Róbert Jež (MSK Žilina) en Peter Grajciar (FC Nitra) voor Slowakije. |       |           |

### Dertiende ontmoeting
| Vriendschappelijk (Bratislava, Slowakije, 11 augustus 2010): |       |                    |
| Slowakije                                                    | 1 – 1 | Kroatië            |
| Miroslav Stoch 50'                                           | goals | 54' Nikica Jelavić |

HNS · A-internationals · Selecties · Bondscoaches · Statistieken · Kroatisch vrouwenelftal · Olympisch elftal · Kroatië U21 · Kroatië U20 · Kroatië U19 · Kroatië U18 · Kroatië U17 · Kroatië U16
1940 – 1956 ·
1990 – 1999 ·
2000 – 2009 ·
2010 – 2019 ·
2020 − 2029
EK's: 1996 · 
2000 · 
2004 · 
2008 · 
2012 · 
2016 · 
2020 · 
2024
WK's: 1998 · 
2002 · 
2006 · 
2010 · 
2014 · 
2018 · 
2022
1940 · 
1941 · 
1942 · 
1943 · 
1944 · 
1945–1955 · 
1956 · 
1957–1989 · 
1990 · 
1991 · 
1992 · 
1993 · 
1994 · 
1995 · 
1996 · 
1997 · 
1998 · 
1999 · 
2000 · 
2001 · 
2002 · 
2003 · 
2004 · 
2005 · 
2006 · 
2007 · 
2008 · 
2009 · 
2010 · 
2011 · 
2012 · 
2013 ·  
2014 · 
2015 · 
2016 · 
2017 · 
2018 ·
2019 ·
2020 ·
2021 ·
2022 ·
2023
Albanië ·
Andorra ·
Argentinië ·
Armenië ·
Australië ·
Azerbeidzjan · 
België ·
Bosnië en Herzegovina ·
Brazilië ·
Bulgarije ·
Canada ·
Chili ·
China ·
Cyprus ·
Denemarken ·
Duitsland ·
Ecuador ·
Egypte ·
Engeland ·
Estland ·
Finland ·
Frankrijk ·
Georgië ·
Gibraltar ·
Griekenland ·
Hongarije ·
Hongkong ·
Ierland ·
IJsland ·
Indonesië ·
Iran ·
Israël ·
Italië ·
Jamaica ·
Japan ·
Joegoslavië ·
Jordanië ·
Kameroen · 
Kazachstan ·
Kosovo ·
Letland ·
Litouwen ·
Liechtenstein ·
Mali ·
Malta ·
Marokko · 
Mexico ·
Moldavië ·
Nederland ·
Nigeria ·
Noord-Ierland ·
Noord-Macedonië ·
Noorwegen ·
Oekraïne ·
Oostenrijk ·
Peru ·
Polen ·
Portugal ·
Qatar ·
Roemenië ·
Rusland ·
San Marino ·
Saoedi-Arabië ·
Schotland ·
Senegal · 
Servië · 
Slovenië ·
Slowakije ·
Spanje ·
Tsjechië ·
Tunesië ·
Turkije ·
Wales ·
Wit-Rusland ·
Zuid-Korea ·
Zweden ·
Zwitserland
Argentinië (2018) ·
Argentinië (2022) ·
Australië (2006) ·
België (2022) ·
Brazilië (2006) ·
Brazilië (2014) ·
Brazilië (2022) ·
Denemarken (2018) ·
Duitsland (2008) ·
Engeland (2018) ·
Engeland (2021) ·
Frankrijk (2018) ·
Ierland (2012) ·
IJsland (2018) ·
Italië (2012) ·
Japan (2006) ·
Kameroen (2014) ·
Marokko (2022, 1) ·
Marokko (2022, 2) ·
Mexico (2014) ·
Nigeria (2018) ·
Oostenrijk (2008) ·
Polen (2008) ·
Rusland (2018) ·
Schotland (2021) ·
Spanje (2012) ·
Spanje (2021) ·
Tsjechië (2016) ·
Tsjechië (2021) ·
Turkije (2008) ·
Turkije (2016)
SFZ · A-internationals · Bondscoaches · Statistieken · Slowaaks vrouwenelftal · Olympisch elftal · Slowakije U21 · Slowakije U20 · Slowakije U19 · Slowakije U18 · Slowakije U17 · Slowakije U16
1939 – 1944 · 1992 – 1999 · 2000 – 2009 · 2010 – 2019 · 2020 − 2029
EK's: 2016 · 2020 · 2024
WK's: 2010
OS: 2000
1939 · 1940 · 1941 · 1942 · 1943 · 1944 · 1945–1991 · 1992 · 1993 · 1994 · 1995 · 1996 · 1997 · 1998 · 1999 · 2000 · 2001 · 2002 · 2003 · 2004 · 2005 · 2006 · 2007 · 2008 · 2009 · 2010 · 2011 · 2012 · 2013 · 2014 · 2015 · 2016 · 2017 · 2018 · 2019 · 2020 · 2021
Algerije · 
Andorra · 
Argentinië ·
Armenië · 
Australië · 
Azerbeidzjan · 
België · 
Bolivia · 
Bosnië en Herzegovina · 
Brazilië · 
Bulgarije · 
Chili · 
Colombia · 
Costa Rica · 
Cyprus · 
Denemarken · 
Duitsland · 
Egypte · 
Engeland · 
Estland · 
Faeröer · 
 Finland · 
Frankrijk · 
Georgië · 
Gibraltar · 
Griekenland · 
Guatemala · 
Hongarije · 
Ierland · 
IJsland · 
Iran · 
Israël · 
Italië · 
Japan · 
Joegoslavië · 
Jordanië · 
Kameroen · 
Kazachstan ·
Koeweit ·
Kroatië · 
Letland · 
Libanon ·
Liechtenstein · 
Litouwen ·
Luxemburg · 
Malta · 
Marokko · 
Mexico ·
Moldavië · 
Montenegro ·
Nederland · 
Nieuw-Zeeland · 
Noord-Ierland ·
Noord-Macedonië ·
Noorwegen ·
Oeganda · 
Oekraïne · 
Oezbekistan · 
Oostenrijk · 
Paraguay · 
Peru · 
Polen · 
Portugal · 
Roemenië · 
Rusland · 
San Marino · 
Saoedi-Arabië · 
Schotland · 
Servië en Montenegro ·
Slovenië · 
Spanje · 
Thailand · 
Tsjechië · 
Turkije · 
Verenigde Arabische Emiraten · 
Verenigde Staten · 
Wales · 
Wit-Rusland · 
Zuid-Korea · 
Zweden · 
Zwitserland
Engeland (2016) ·
Nieuw-Zeeland (2010) · 
Polen (2021) · 
Rusland (2016) · 
Spanje (2021) · 
Wales (2016) · 
Zweden (2021)